# 월야면
월야면(月也面)은 대한민국 전라남도 함평군에 위치한 면이다.

## 개요
월야면은 광주광역시 광산구와 연접 생활권으로 2,3차 산업의 발달 여지가 많고 광주광역시의 배후 기능을 할 수 있는 전원주택 단지로 적합하며 인근 도시와 연계한 역사, 문화, 자연관광 휴양지 조성에 적합하다. 또한, 국도 22호선의 확장개통으로 상무신도시와 10분대 시대를 열면서 지역경제 활성화가 더욱 가속화되고 있다.

## 법정리
- 계림리
- 양정리
- 영월리
- 예덕리
- 외치리
- 용암리
- 용월리
- 용정리
- 월계리
- 월악리
- 월야리
- 정산리

## 교육
- 월야초등학교
- 월야중학교
- 전남보건고등학교

## 특산물
- 함평양파즙
- 방울토마토
- 파프리카
- 배, 포도, 대봉